# Saint-Sulpice-de-Mareuil
Pour les articles homonymes, voir Saint-Sulpice.
Saint-Sulpice-de-Mareuil est une ancienne commune française située dans le département de la Dordogne, en région Nouvelle-Aquitaine.
Elle est intégrée au parc naturel régional Périgord-Limousin.
Au 1er janvier 2017, elle fusionne avec huit autres communes pour former la commune nouvelle de Mareuil en Périgord.

## Géographie

### Généralités

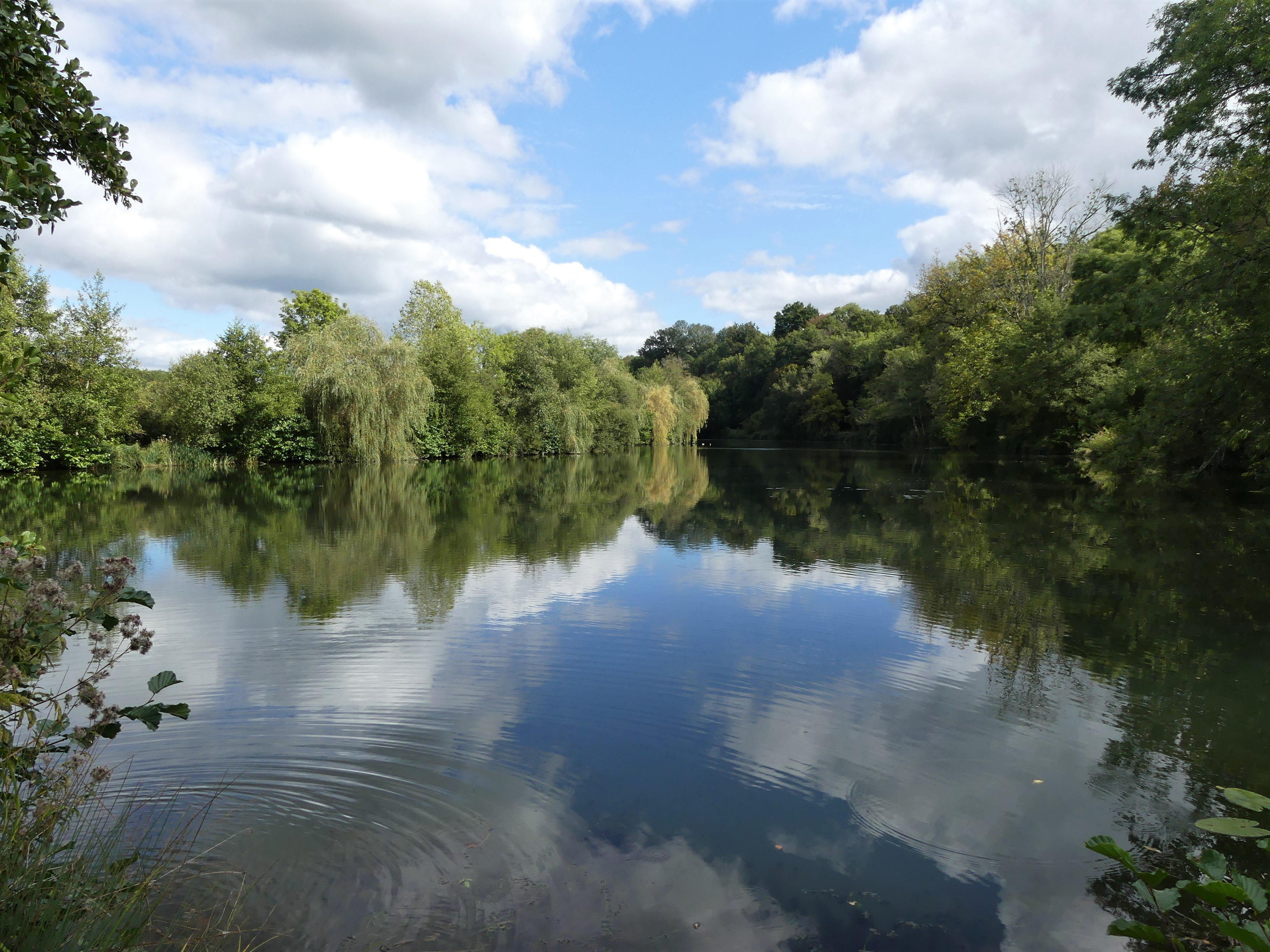
Retenue de la Nizonne au lieu-dit Lavergne, entre Saint-Sulpice-de-Mareuil et Rudeau-Ladosse.

Dans le quart nord-ouest du département de la Dordogne, la commune déléguée de Saint-Sulpice-de-Mareuil se situe dans la partie centrale de la commune nouvelle de Mareuil en Périgord. Elle s'étend sur 11,35 km2. Elle est bordée au nord sur plus de six kilomètres par la Lizonne, ici appelée Nizonne, qui marque la limite avec la commune de Rudeau-Ladosse.
L'altitude minimale avec 115 mètres se trouve localisée à l'extrême nord-ouest, là où la Nizonne quitte la commune déléguée et sert de limite entre Puyrenier et Rudeau-Ladosse. L'altitude maximale avec 225 mètres est située au sud, près du lieu-dit l'Age. Sur le plan géologique, le sol se compose principalement de calcaires du Crétacé au nord, et de sables, argiles ou graviers pléistocènes au sud, avec des alluvions holocènes dans la vallée de la Nizonne.
Traversé par la route départementale (RD) 708, le bourg de Saint-Sulpice-de-Mareuil est situé, en distances orthodromiques, cinq kilomètres à l'est-nord-est du bourg de Mareuil et quatorze kilomètres à l'ouest-sud-ouest de Nontron.
Le territoire communal est également desservi par la RD 93.

### Communes limitrophes

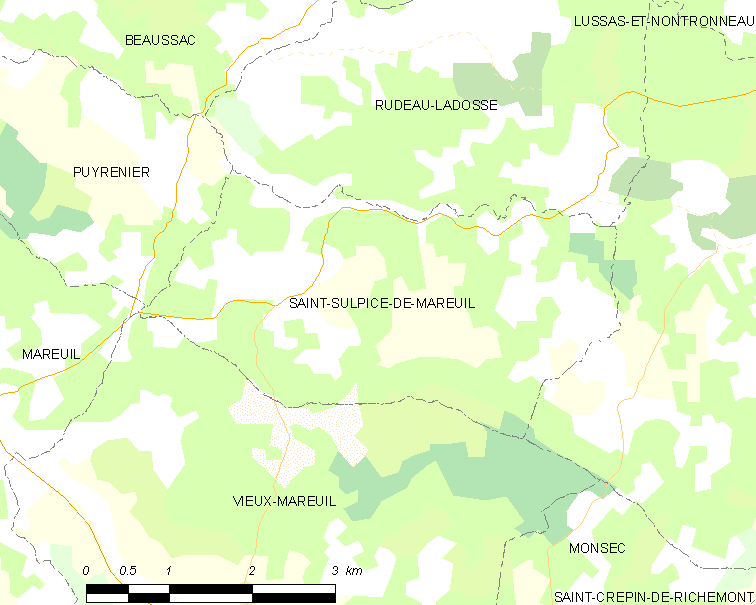
Carte de Saint-Sulpice-de-Mareuil et des communes avoisinantes en 2016, avant la création de la commune nouvelle de Mareuil en Périgord.

En 2016, année précédant la création de la commune nouvelle de Mareuil en Périgord, Saint-Sulpice-de-Mareuil était limitrophe de cinq autres communes, dont Mareuil au sud-ouest sur une centaine de mètres.
|           | Rudeau-Ladosse           |                                  |
| Puyrenier | Saint-Sulpice-de-Mareuil | Champeaux-et-la-Chapelle-Pommier |
| Mareuil   | Vieux-Mareuil            |                                  |

### Milieux naturels et biodiversité

#### Parc naturel
La commune fait partie du parc naturel régional Périgord-Limousin depuis la création de celui-ci en 1998, adhésion renouvelée en 2011.

#### ZNIEFF

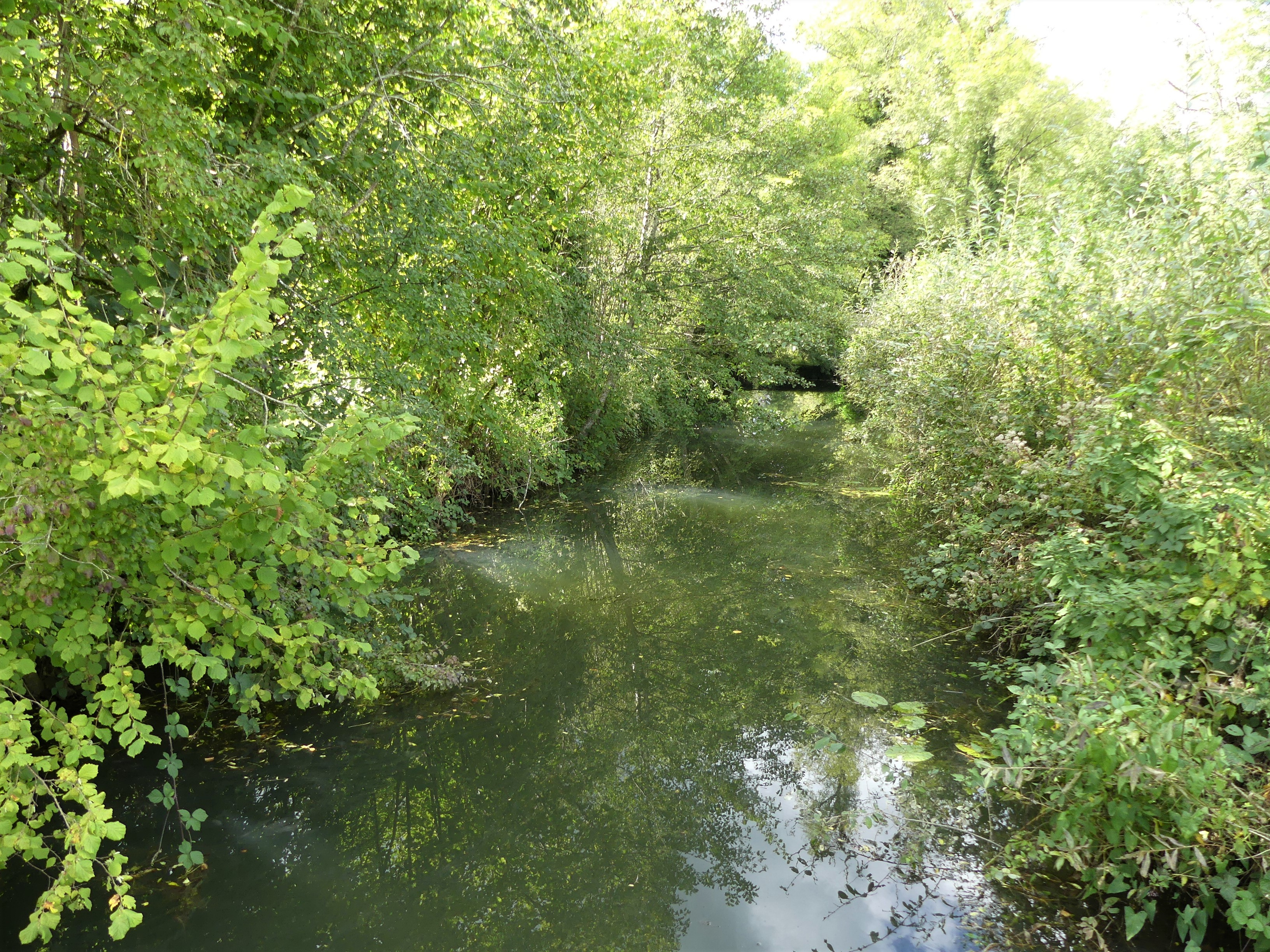
La Nizonne au pont de Lavergne.

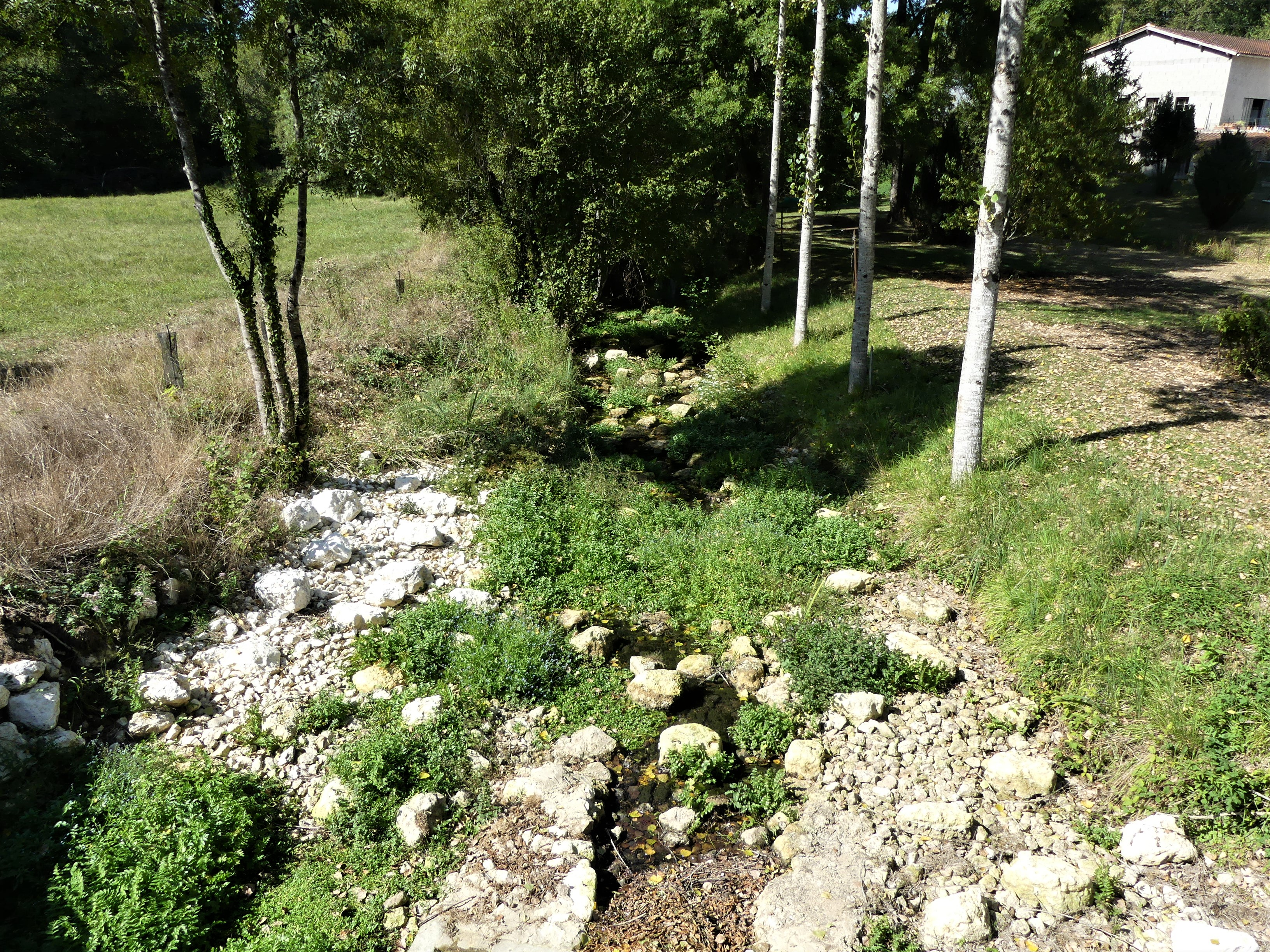
La Nizonne au pont de la RD 708.

La vallée de la Nizonne est protégée dans sa traversée du territoire communal au titre de la zone naturelle d'intérêt écologique, faunistique et floristique (ZNIEFF) de type II « Vallée de la Nizonne »,.
Sa faune est constituée d'environ 250 espèces dont trente sont considérées comme déterminantes :
- vingt mammifères, dont la Loutre d'Europe (Lutra lutra), le Vison d'Europe (Mustela lutreola) et dix-huit espèces de chauves-souris : la Barbastelle d'Europe (Barbastella barbastellus), le Grand murin (Myotis myotis), le Grand rhinolophe (Rhinolophus ferrumequinum), le Minioptère de Schreibers (Miniopterus schreibersii), le Murin à moustaches (Myotis mystacinus), le Murin à oreilles échancrées (Myotis emarginatus), le Murin de Bechstein (Myotis bechsteinii), le Murin de Daubenton (Myotis daubentonii), le Murin de Natterer (Myotis nattereri), la Noctule commune (Nyctalus noctula), la Noctule de Leisler (Nyctalus leisleri), l'Oreillard gris (Plecotus austriacus), l'Oreillard roux (Plecotus auritus), le Petit murin (Myotis blythii), le Petit rhinolophe (Rhinolophus hipposideros), la Pipistrelle de Kuhl (Pipistrellus kuhlii), la Pipistrelle de Nathusius (Pipistrellus nathusii) et la Sérotine commune (Eptesicus serotinus) ;
- sept insectes dont quatre papillons : l'Azuré de la croisette (Phengaris rebeli), l'Azuré de la sanguisorbe (Phengaris teleius), le Cuivré des marais (Lycaena dispar), le Fadet des laîches (Coenonympha oedippus), et trois libellules : l'Agrion de Mercure (Coenagrion mercuriale), la Cordulie à corps fin (Oxygastra curtisii) et le Gomphe de Graslin (Gomphus graslinii) ;
- deux amphibiens, la Rainette verte (Hyla arborea) et le Triton marbré (Triturus marmoratus) ;
- un reptile : la Cistude d'Europe (Emys orbicularis).

Sa flore est également constituée de plus de deux cents espèces de plantes, dont neuf sont considérées comme déterminantes : la Fritillaire pintade (Fritillaria meleagris), la Gentiane des marais (Gentiana pneumonanthe), l'Hélianthème blanc (Helianthemum canum), l'Orchis à fleurs lâches (Anacamptis laxiflora), l'Orpin de Nice (Sedum sediforme), le Pigamon jaune (Thalictrum flavum), la Sabline des chaumes (Arenaria controversa), le Scirpe des bois (Scirpus sylvaticus) et l'Utriculaire citrine (Utricularia australis).
La ZNIEFF de type I « Coteaux calcaires des bords de la Nizonne et de la Belle » présente des pelouses calcaires, où s'épanouissent plus de 160 espèces de plantes dont plusieurs sont considérées comme déterminantes : la Cardoncelle (Carduncellus mitissimus), l'Euphorbe de Séguier (Euphorbia seguieriana), le Fumana à tiges retombantes (Fumana procumbens), l'Hélianthème blanc (Helianthemum canum), la Laîche humble (Carex humilis), l'Orpin de Nice (Sedum sediforme), la Sabline des chaumes  (Arenaria controversa) et le Thésium couché (Thesium humifusum), et dix-huit espèces d'orchidées terrestres : la Céphalanthère rouge Cephalanthera rubra, l'Homme-pendu (Orchis anthropophora), le Limodore à feuilles avortées (Limodorum abortivum), la Listère à feuilles ovales (Neottia ovata), l'Orchis bouc (Himantoglossum hircinum), l'Orchis bouffon (Anacamptis morio), l'Orchis brûlé (Neotinea ustulata), l'Orchis guerrier (Orchis militaris), l'Orchis mâle (Orchis mascula), l'Orchis moucheron (Gymnadenia conopsea), l'Orchis pyramidal (Anacamptis pyramidalis), l'Orchis pourpre (Orchis purpurea), l'Ophrys abeille (Ophrys apifera), l'Ophrys araignée (Ophrys sphegodes), l'Ophrys bourdon (Ophrys fuciflora), l'Ophrys brun (Ophrys fusca), l'Ophrys mouche (Ophrys insectifera) et la Platanthère à fleurs verdâtres (Platanthera chlorantha). Sur Saint-Sulpice-de-Mareuil, cette ZNIEFF est limitée à une zone d'environ quatre hectares à l'est du château de Lavergne.
Une mince bande d'une trentaine d'hectares, le long de la Nizonne, fait partie d'une ZNIEFF de type I « Marais alcalins de la vallée de la Nizonne », dans laquelle ont été recensées douze espèces déterminantes d'animaux : l'Agrion de Mercure (Coenagrion mercuriale), l'Azuré de la croisette (Phengaris rebeli), l'Azuré de la sanguisorbe (Phengaris teleius), la Cistude (Emys orbicularis), la Cordulie à corps fin (Oxygastra curtisii), le Cuivré des marais (Lycaena dispar), le Fadet des laîches (Coenonympha oedippus), le Gomphe de Graslin (Gomphus graslinii), la Loutre d'Europe (Lutra lutra), la Rainette verte (Hyla arborea), le Triton marbré (Triturus marmoratus) et le Vison d'Europe (Mustela lutreola), ainsi que cinq espèces déterminantes de plantes : la Fritillaire pintade (Fritillaria meleagris), la Gentiane des marais (Gentiana pneumonanthe), le Pigamon jaune (Thalictrum flavum), la Sagittaire à feuilles en flèche (Sagittaria sagittifolia) et l'Utriculaire citrine (Utricularia australis). Par ailleurs, 160 autres espèces animales et 156 autres espèces végétales y ont été répertoriées.

#### Natura 2000
La vallée de la Nizonne est aussi une zone Natura 2000 avec vingt espèces animales inscrites à l'annexe II de la directive habitats de l'Union européenne, :
- dix espèces de mammifères dont huit chauves-souris (Barbastelle d'Europe, Grand murin, Grand rhinolophe, Minioptère de Schreibers, Murin à oreilles échancrées, Murin de Bechstein, Petit murin et Petit rhinolophe), ainsi que la Loutre d'Europe et le Vison d'Europe (Mustela lutreola) ;
- parmi les insectes, le Damier de la succise (Euphydryas aurinia), plus six espèces déjà protégées dans la ZNIEFF du même nom, hormis l'Azuré de la croisette ;
- la tortue Cistude d'Europe ;
- le Chabot fluviatile (Cottus perifretum) et la Lamproie de Planer (Lampetra planeri).

## Urbanisme

### Villages, hameaux et lieux-dits
Outre le bourg de Saint-Sulpice-de-Mareuil proprement dit, le territoire se compose d'autres villages ou hameaux, ainsi que de lieux-dits :
- le Bois des Landes
- Château de Bonrecueil
- Corneuil
- la Croix de Pinault
- Croix de Pommier
- Daunières
- Faucharias
- la Faye
- la Ferme
- la Forge de Rudeau
- le Genet
- le Grand Bois
- les Grands Taillis
- la Gonterie
- Lâge
- Lameau
- Lavergne
- le Moulin de Connezac
- Piacaud
- Pommier
- le Pout
- la Roderie
- la Roussie
- les Vaures.

## Toponymie
La première mention écrite connue du lieu est notée dans un pouillé du XIIe siècle sous la forme 
Sanctus Sulpitius, arch. de Vet. Marolio (« Saint Sulpice, archiprêtré de Vieux-Mareuil »), suivi de Eccl. Sancti Sulpicii super Dronam dans un cartulaire de l'abbaye de La Sauve-Majeure. Le nom se réfère à saint Sulpice, archevêque de Bourges au VIIe siècle, qui selon la légende serait né près d'Excideuil. La seconde partie du nom correspond à Mareuil, dont le bourg n'est distant que de cinq kilomètres.
En occitan, la commune porte le nom de Sent Soplesís de Maruelh.

## Histoire
L'église Saint-Sulpice est mentionnée dès le XIIe siècle,.
Au 1er janvier 2017, Saint-Sulpice-de-Mareuil fusionne avec huit autres communes pour former la commune nouvelle de Mareuil en Périgord dont la création a été entérinée par l'arrêté du 26 septembre 2016, entraînant la transformation des neuf anciennes communes en communes déléguées.

## Politique et administration

### Rattachements administratifs et électoraux
Dès 1790, la commune de Saint-Sulpice-de-Mareuil est rattachée au canton de Mareuil qui dépend du district de Nontron jusqu'en 1795, date de suppression des districts. En 1801, ce canton est rattaché à l'arrondissement de Nontron.
Dans le cadre de la réforme de 2014 définie par le décret du 21 février 2014, ce canton disparaît aux élections départementales de mars 2015. La commune est alors rattachée au canton de Brantôme, renommé canton de Brantôme en Périgord en 2020.

### Intercommunalité
Fin 1995, Saint-Sulpice-de-Mareuil intègre dès sa création la communauté de communes du Pays de Mareuil-en-Périgord. Celle-ci est dissoute au 31 décembre 2013 et remplacée au 1er janvier 2014 par la communauté de communes Dronne et Belle.

### Administration municipale
La population de la commune étant comprise entre 100 et 499 habitants au recensement de 2011, onze conseillers municipaux ont été élus en 2014,. Seuls quatre d'entre eux siègent au conseil municipal de la commune nouvelle de Mareuil en Périgord, jusqu'au renouvellement des conseils municipaux français de 2020.

### Liste des maires puis des maires délégués

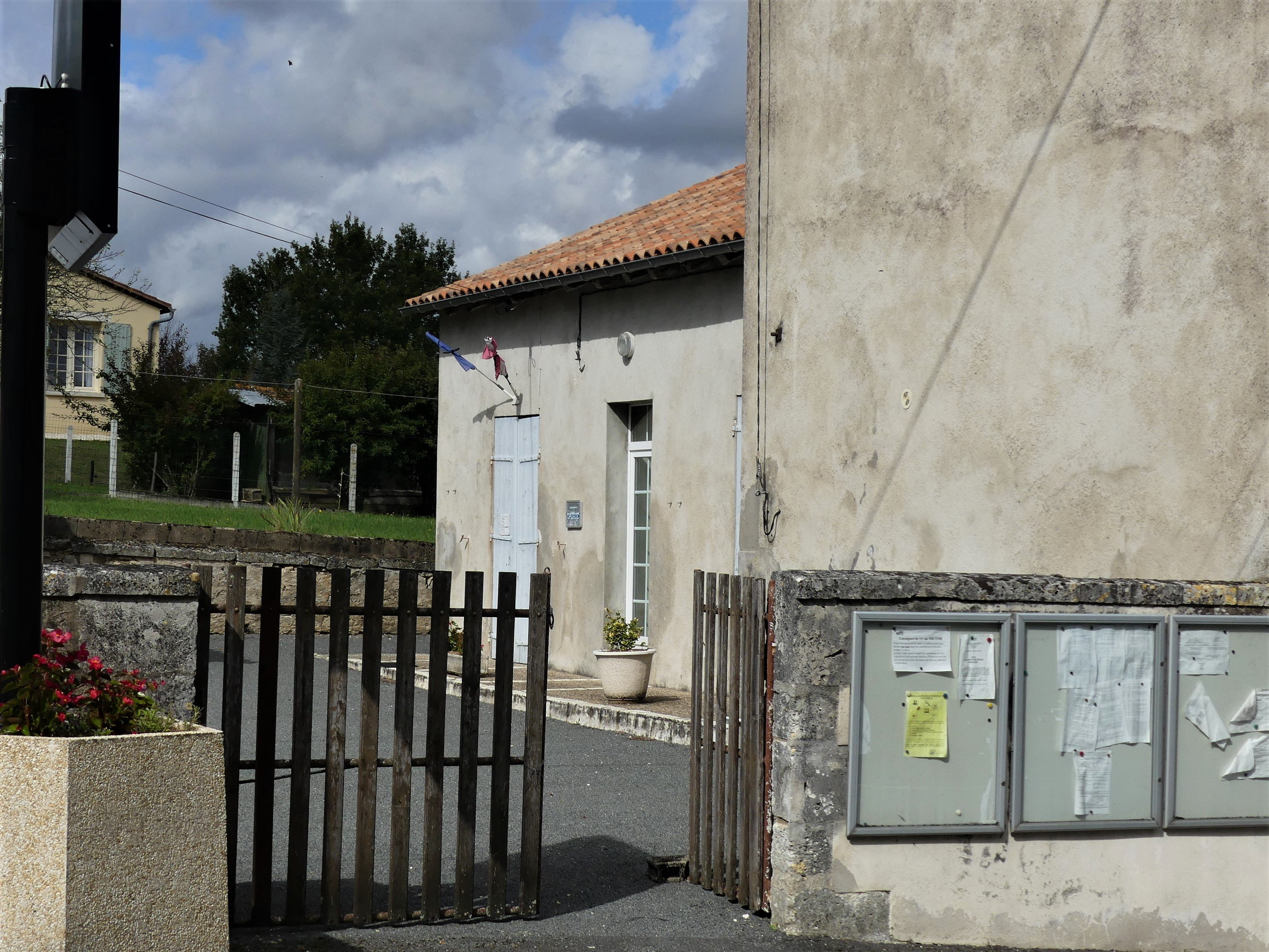
La mairie déléguée en 2019.

| Période                                  | Période       | Identité         | Étiquette | Qualité             |
| ---------------------------------------- | ------------- | ---------------- | --------- | ------------------- |
| Les données manquantes sont à compléter. |               |                  |           |                     |
|                                          |               |                  |           |                     |
| 1995                                     | mars 2008     | Raymond Dogneton |           |                     |
| mars 2008                                | décembre 2016 | Jean-Luc-Aimont  | SE        | Exploitant agricole |

| Période                          | Période  | Identité        | Étiquette | Qualité |
| -------------------------------- | -------- | --------------- | --------- | ------- |
| janvier 2017 (réélu en mai 2020) | En cours | Jean-Luc Aimont |           |         |

## Démographie
Les habitants de Saint-Sulpice-de-Mareuil se nomment les Sulpiciens.
En 2016, dernière année en tant que commune indépendante, Saint-Sulpice-de-Mareuil comptait 112 habitants. À partir du XXIe siècle, les recensements des communes de moins de 10 000 habitants ont lieu tous les cinq ans (2004, 2009, 2014 pour Saint-Sulpice-de-Mareuil). Depuis 2006, les autres dates correspondent à des estimations légales.
Au 1er janvier 2022, la commune déléguée de Saint-Sulpice-de-Mareuil compte 75 habitants.
| 1793 | 1800 | 1806 | 1821 | 1831 | 1836 | 1841 | 1846 | 1851 |
| ---- | ---- | ---- | ---- | ---- | ---- | ---- | ---- | ---- |
| 535  | 546  | 547  | 517  | 563  | 523  | 487  | 542  | 539  |

| 1856 | 1861 | 1866 | 1872 | 1876 | 1881 | 1886 | 1891 | 1896 |
| ---- | ---- | ---- | ---- | ---- | ---- | ---- | ---- | ---- |
| 536  | 517  | 480  | 427  | 429  | 426  | 416  | 407  | 407  |

| 1901 | 1906 | 1911 | 1921 | 1926 | 1931 | 1936 | 1946 | 1954 |
| ---- | ---- | ---- | ---- | ---- | ---- | ---- | ---- | ---- |
| 346  | 358  | 367  | 307  | 311  | 305  | 308  | 290  | 204  |

| 1962 | 1968 | 1975 | 1982 | 1990 | 1999 | 2004 | 2009 | 2014 |
| ---- | ---- | ---- | ---- | ---- | ---- | ---- | ---- | ---- |
| 205  | 170  | 137  | 128  | 131  | 114  | 112  | 125  | 114  |

| 2016 | - | - | - | - | - | - | - | - |
| ---- | - | - | - | - | - | - | - | - |
| 112  | - | - | - | - | - | - | - | - |

## Économie
Les données économiques de Saint-Sulpice-de-Mareuil sont incluses dans celles de la commune nouvelle de Mareuil en Périgord.

## Culture locale et patrimoine

### Lieux et monuments

#### Patrimoine civil
- Château de la Faye, XVIe et XVIIIe siècles, ancien fief de la famille de Maillard[30].
- Château de la Vergne, ou de Lavergne, XVe et XVIIe siècles[31], et son pigeonnier.
- Château de Beaurecueil, autrefois Bon Recueil[32], dès le début du XVIe siècle, ancienne maison de forge avec un pigeonnier. Actuellement centre équestre et chambres d'hôtes.
- Pigeonnier de Piacaud.

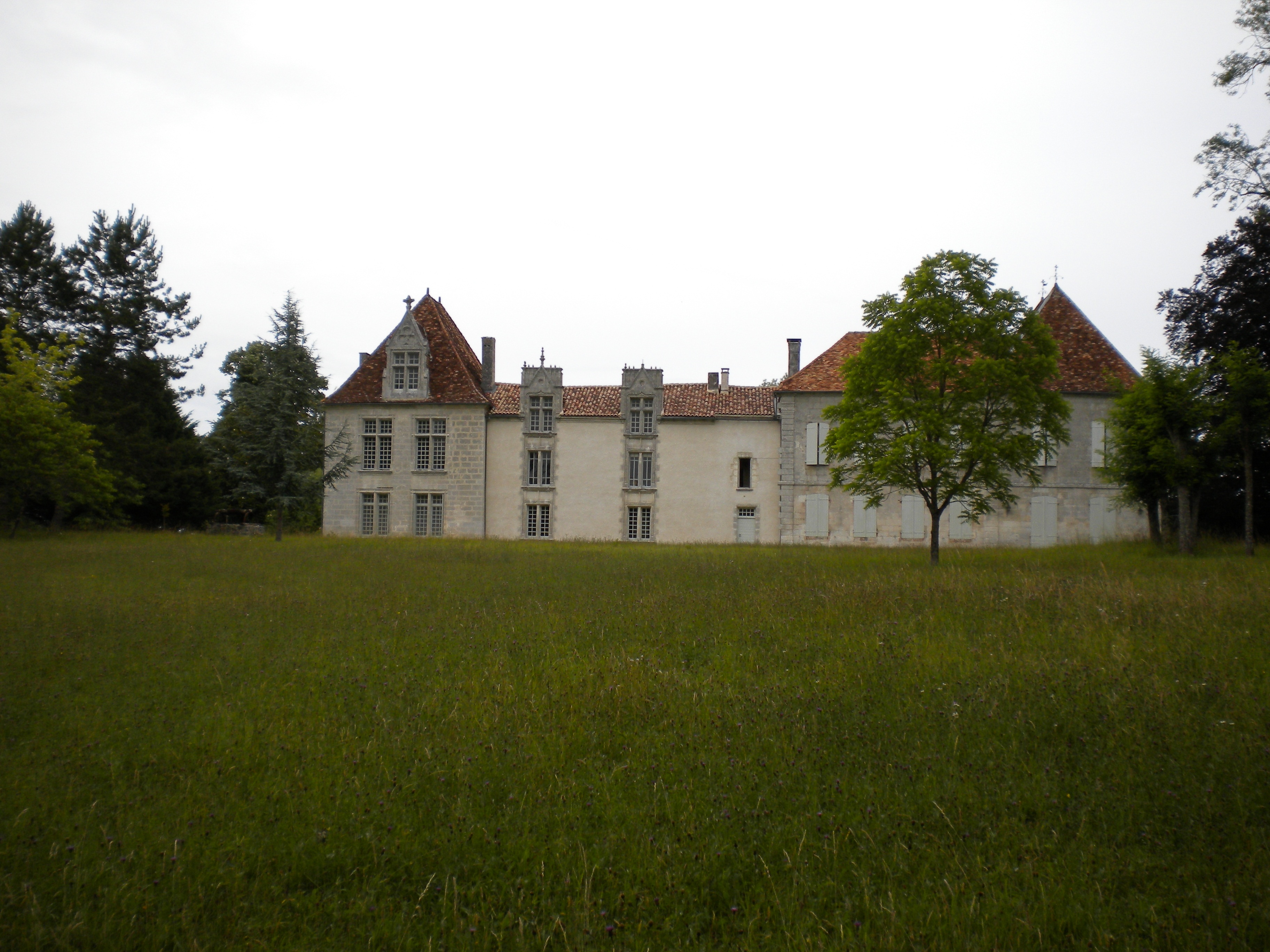
Le château de la Faye.
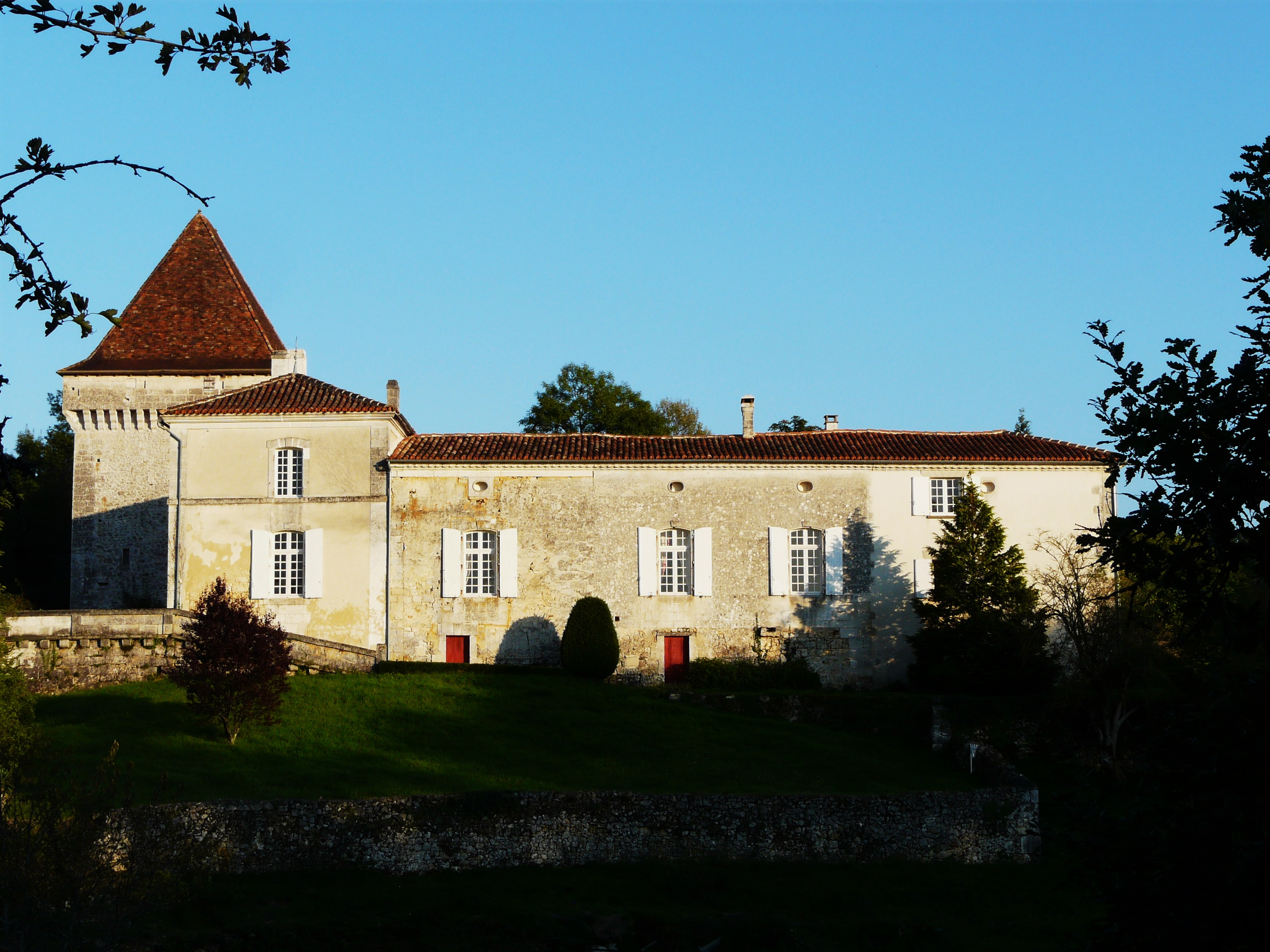
Le château de la Vergne.
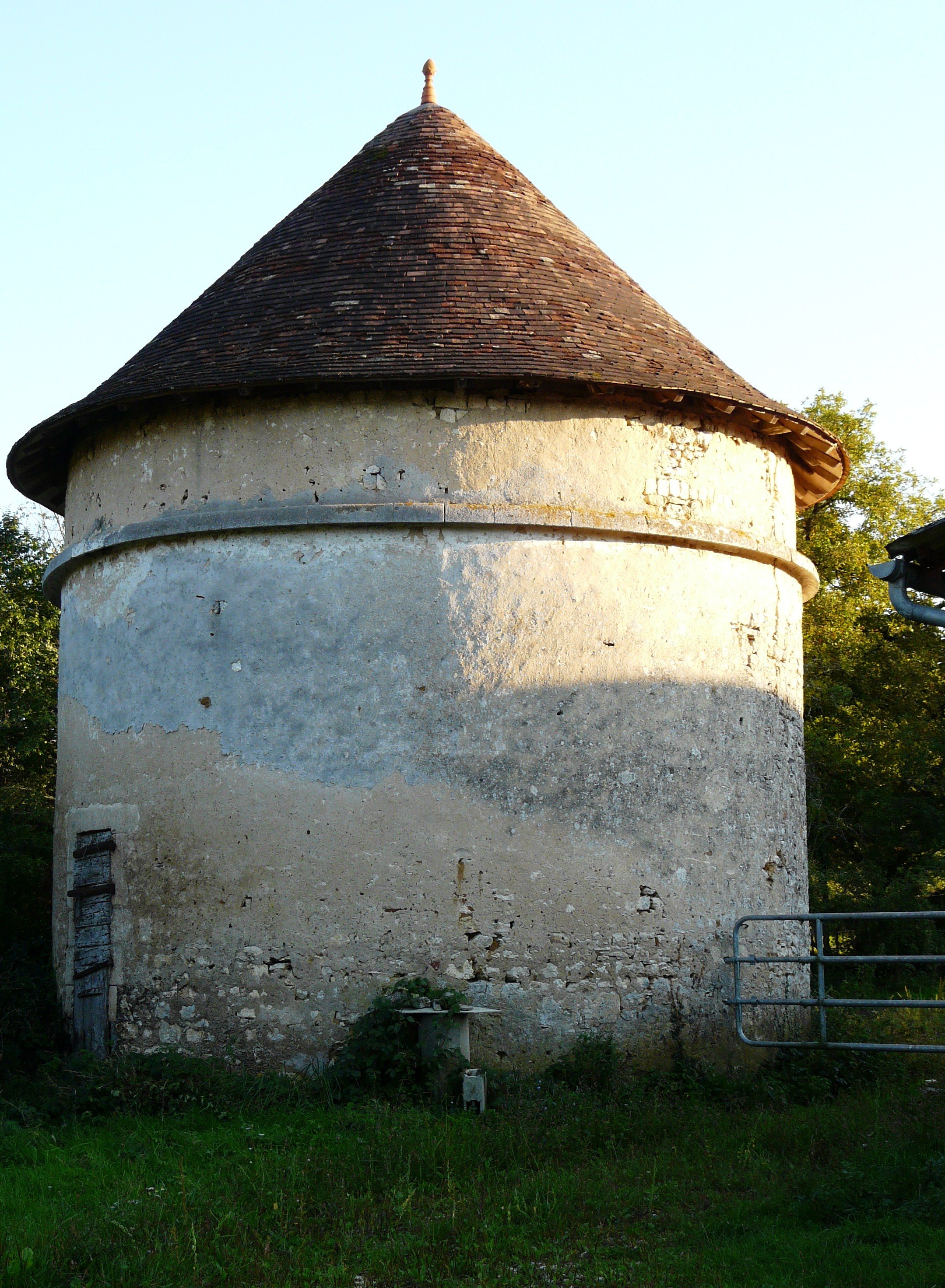
Le pigeonnier de la Vergne.
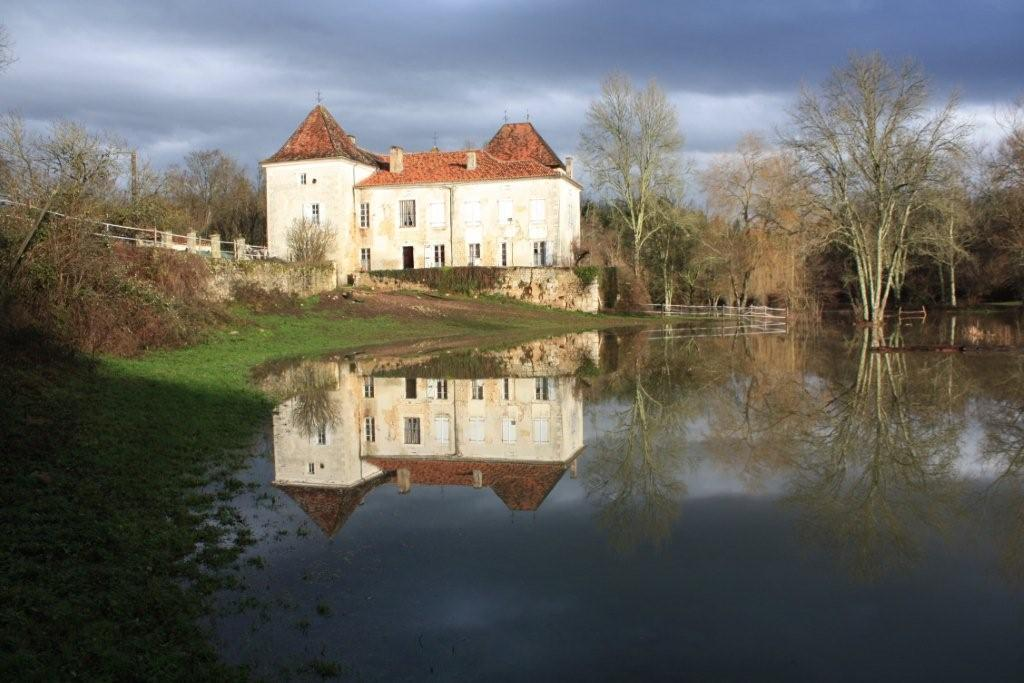
Le château de Beaurecueil lors d'une crue de la Nizonne.
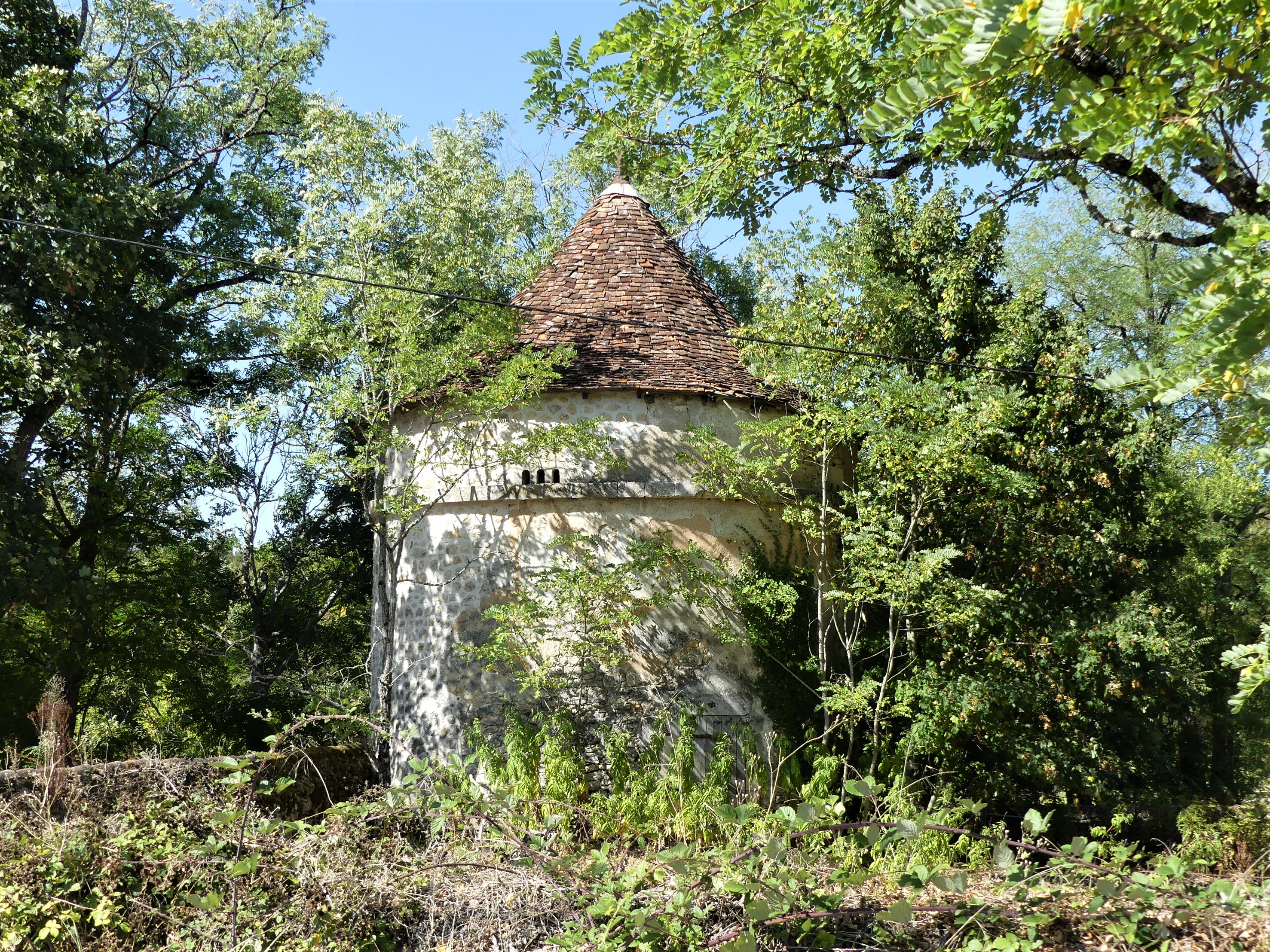
Le pigeonnier de Beaurecueil.
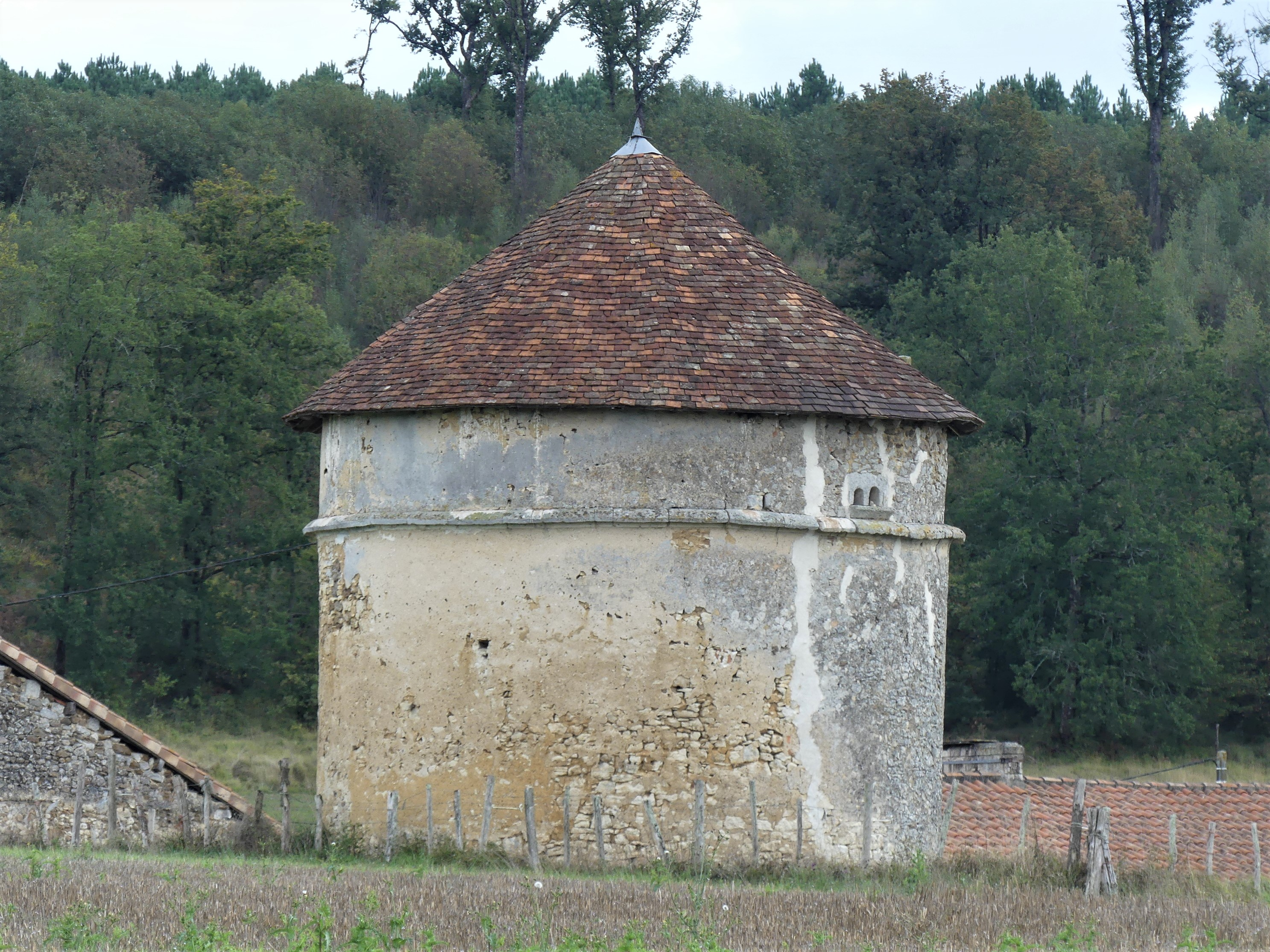
Le pigeonnier de Piacaud.

#### Patrimoine religieux
- À l'entrée du parc du château de la Faye, croix du XVIIe siècle inscrite au titre des monuments historiques depuis 1948[33].
- Église Saint-Sulpice, ou de la Translation-des-reliques-de-Saint-Sulpice[34], romane des XIIe et XIIIe siècles, inscrite au titre des monuments historiques depuis 1948[35].

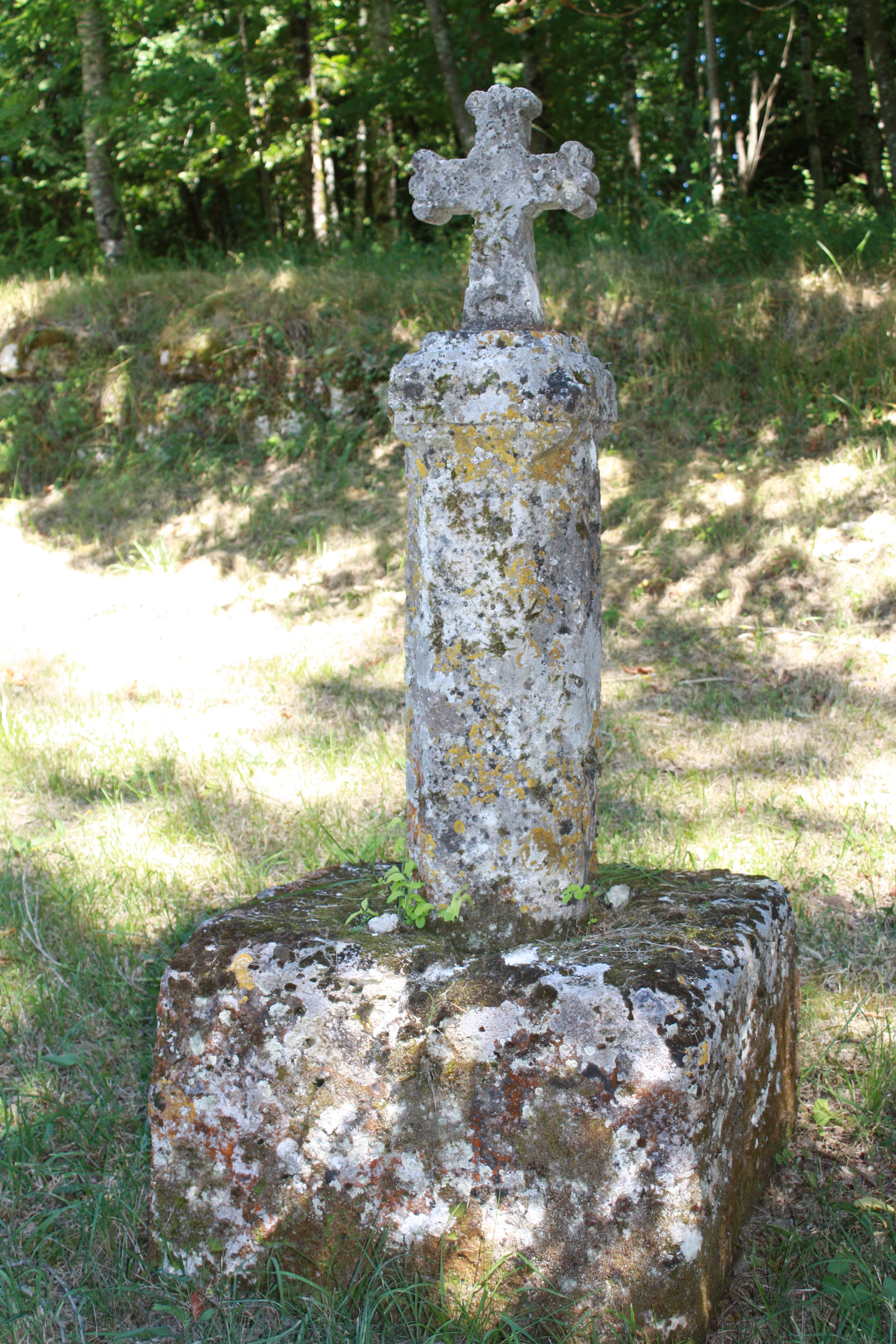
Croix à l'entrée du parc du château de la Faye.
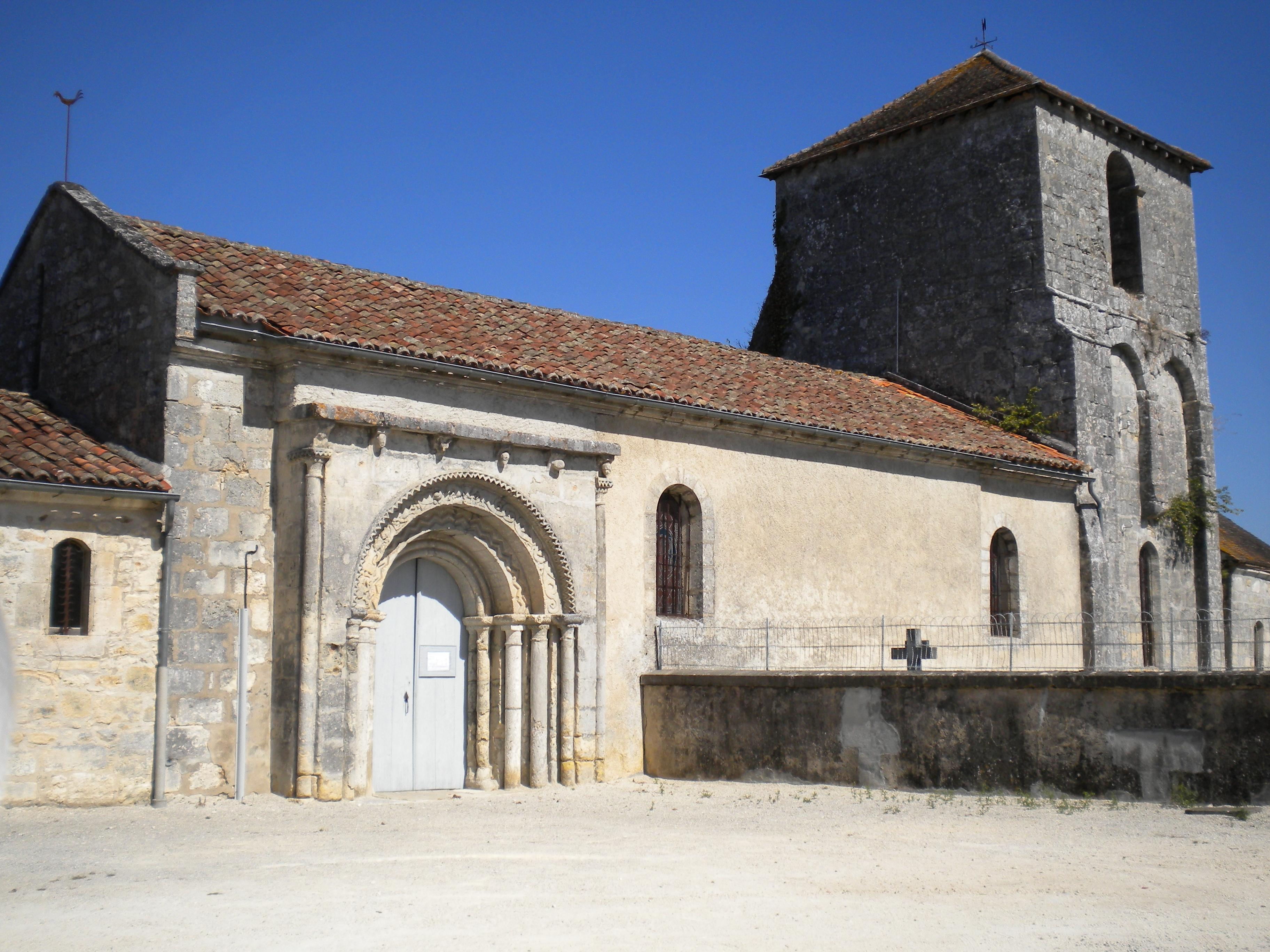
L'église Saint-Sulpice.
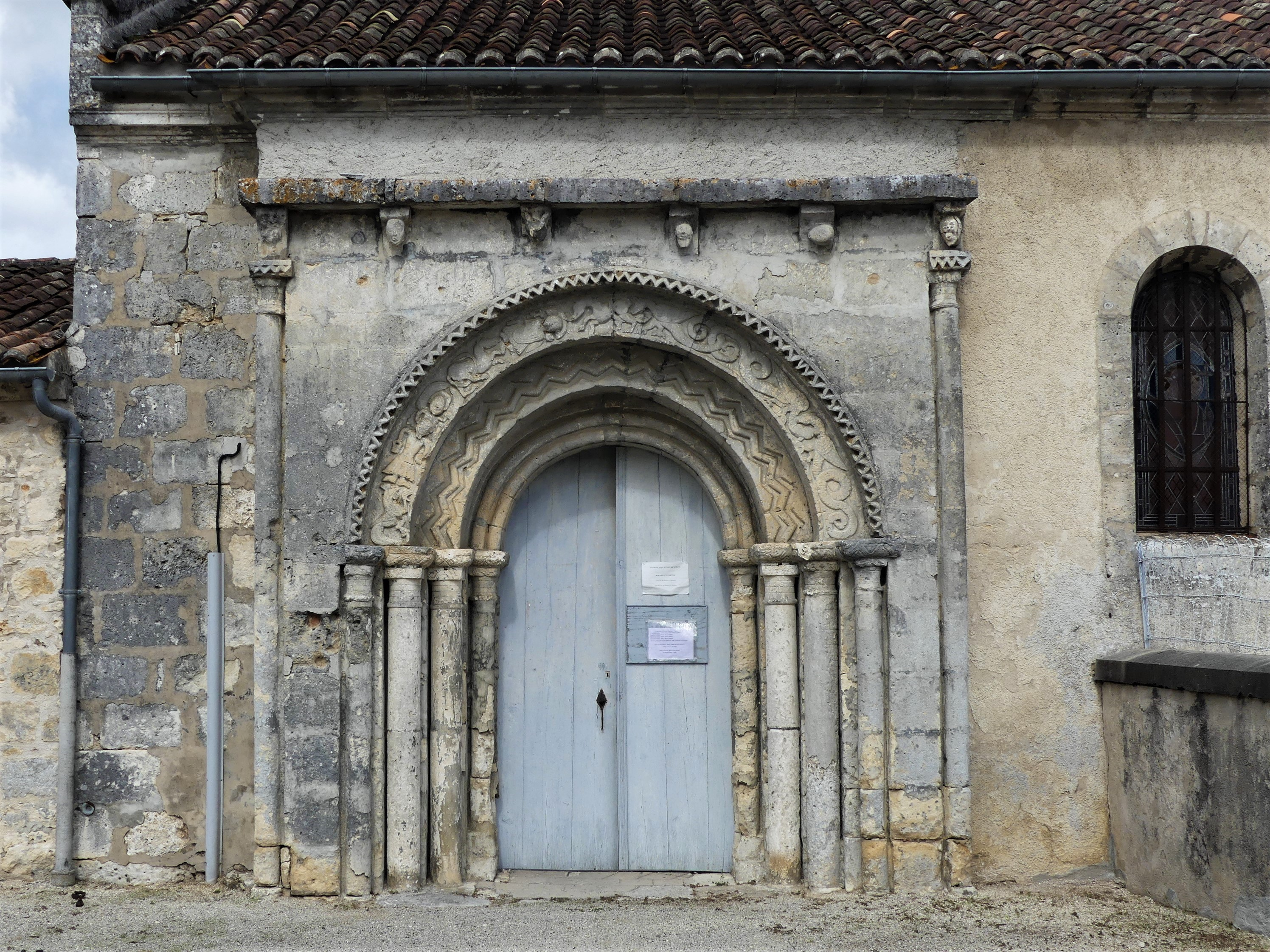
Son portail.
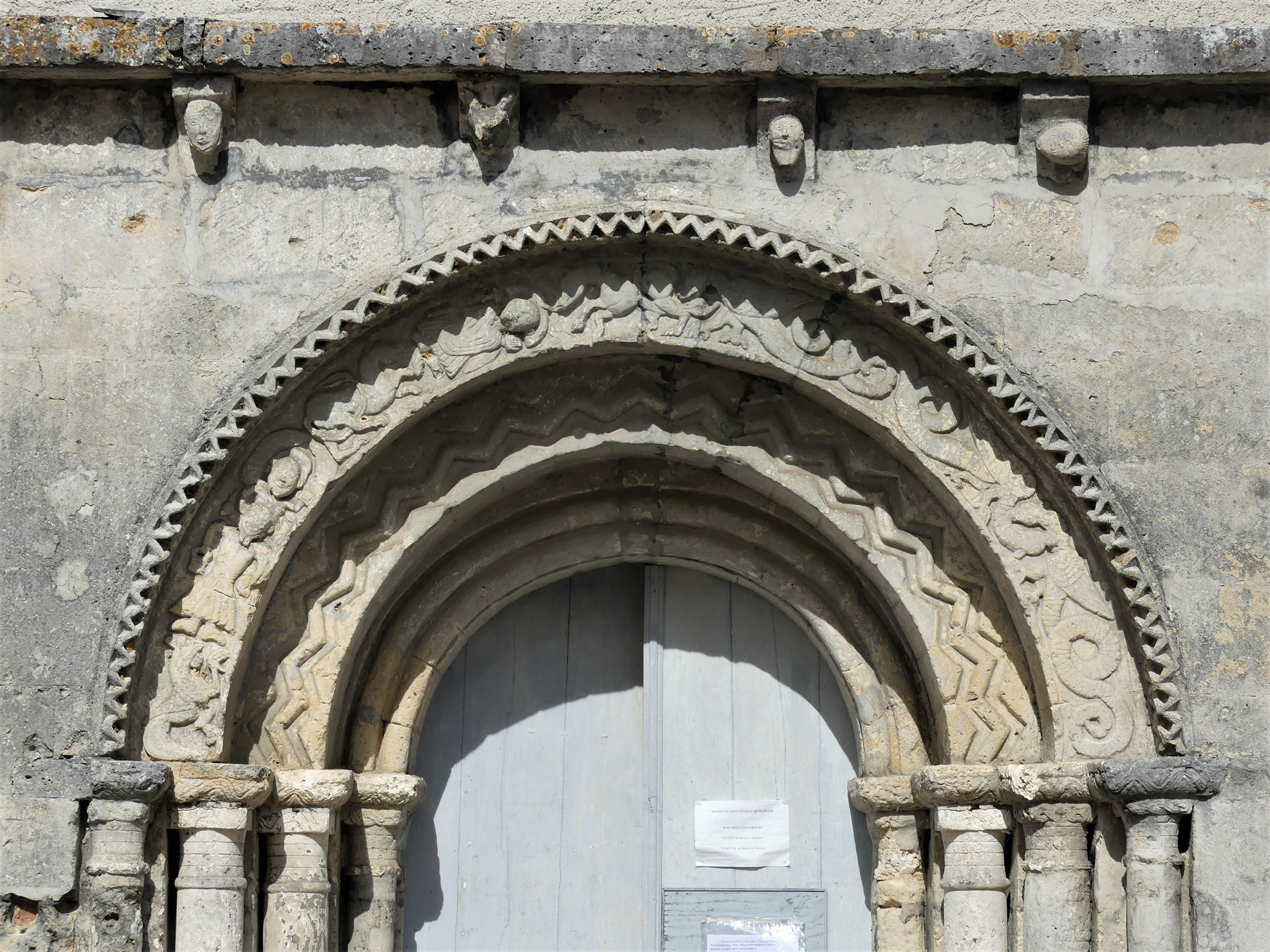
L'archivolte et les modillons.
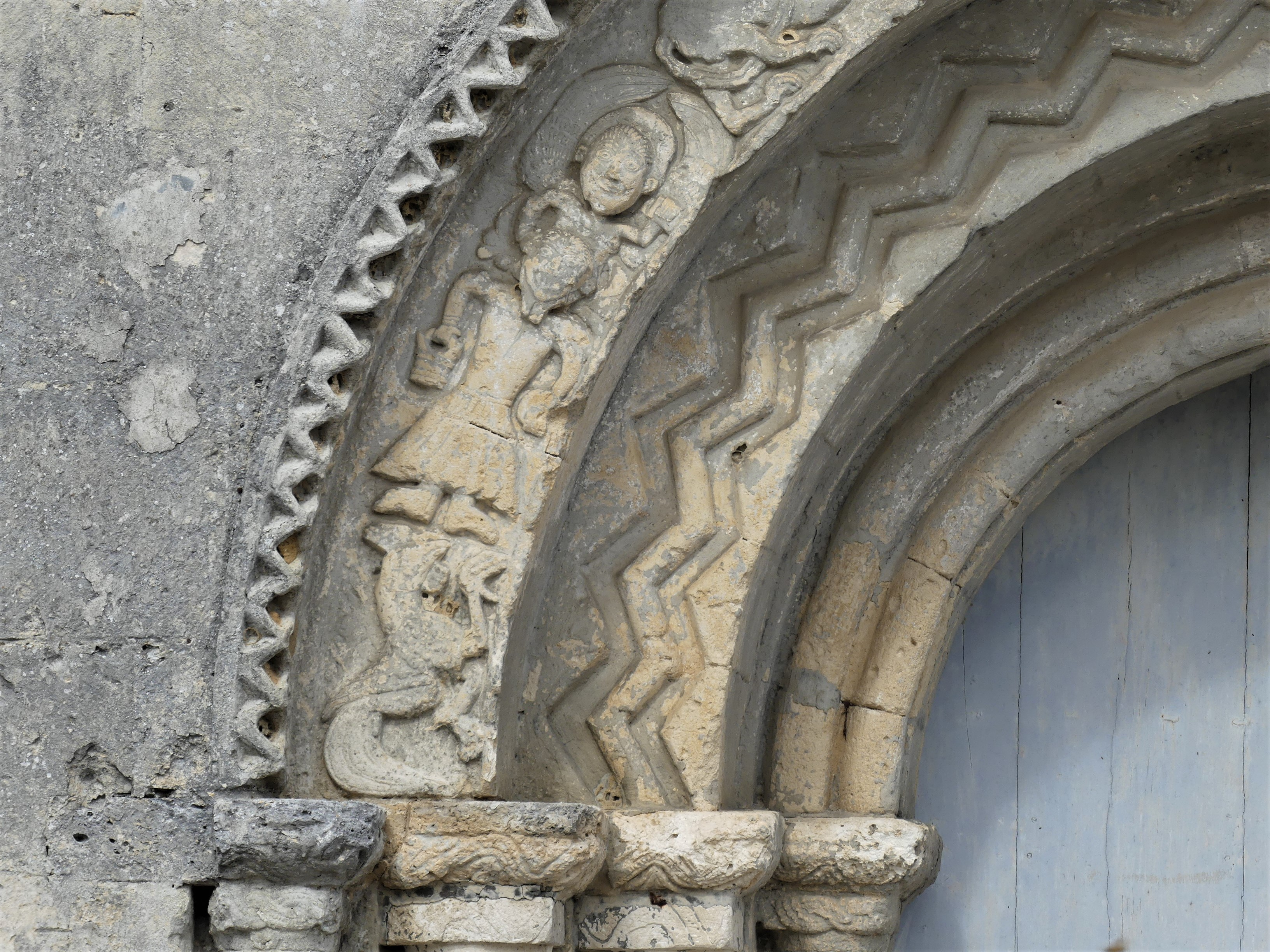
Détail des sculptures de l'archivolte du portail.
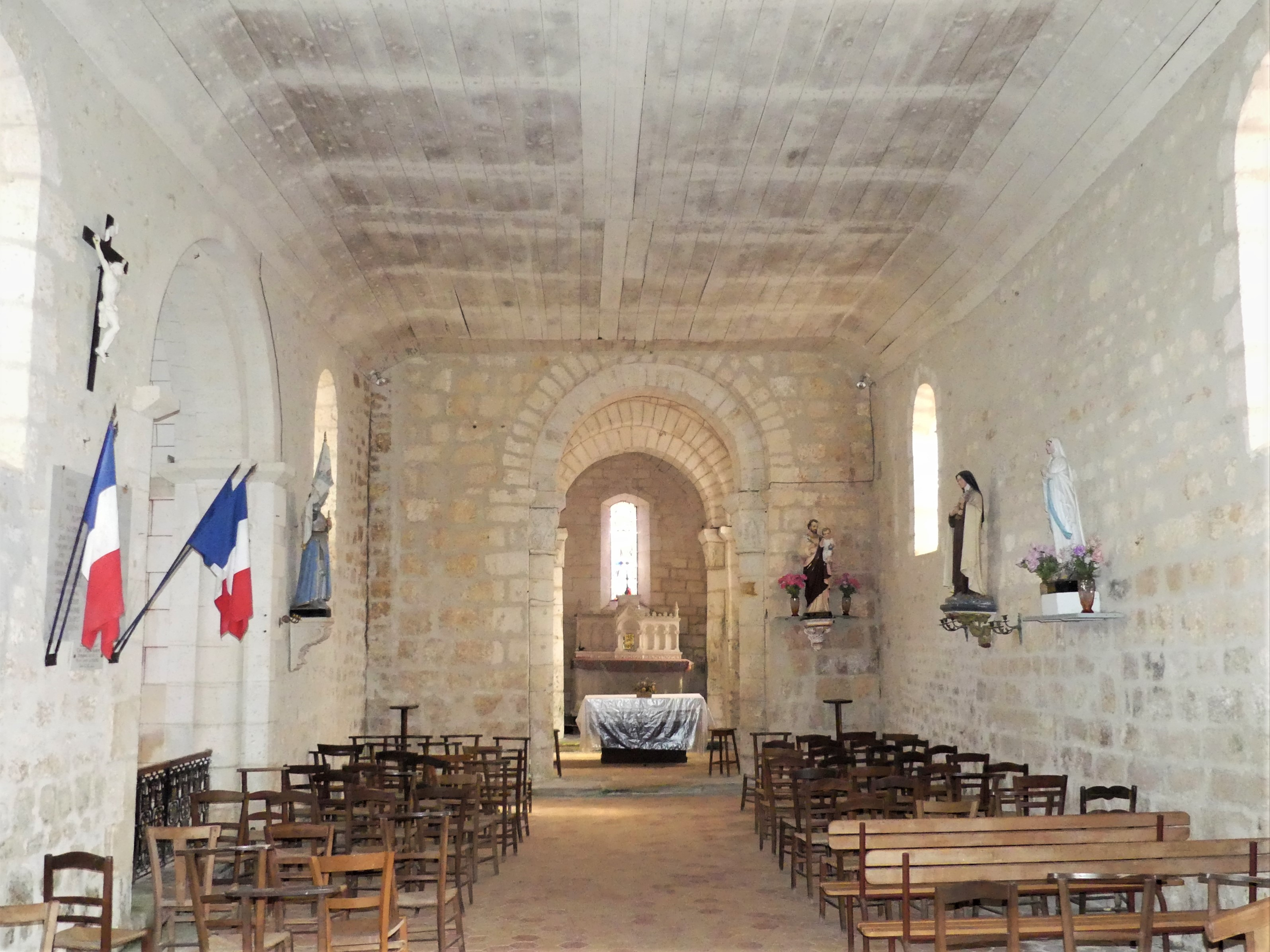
La nef.
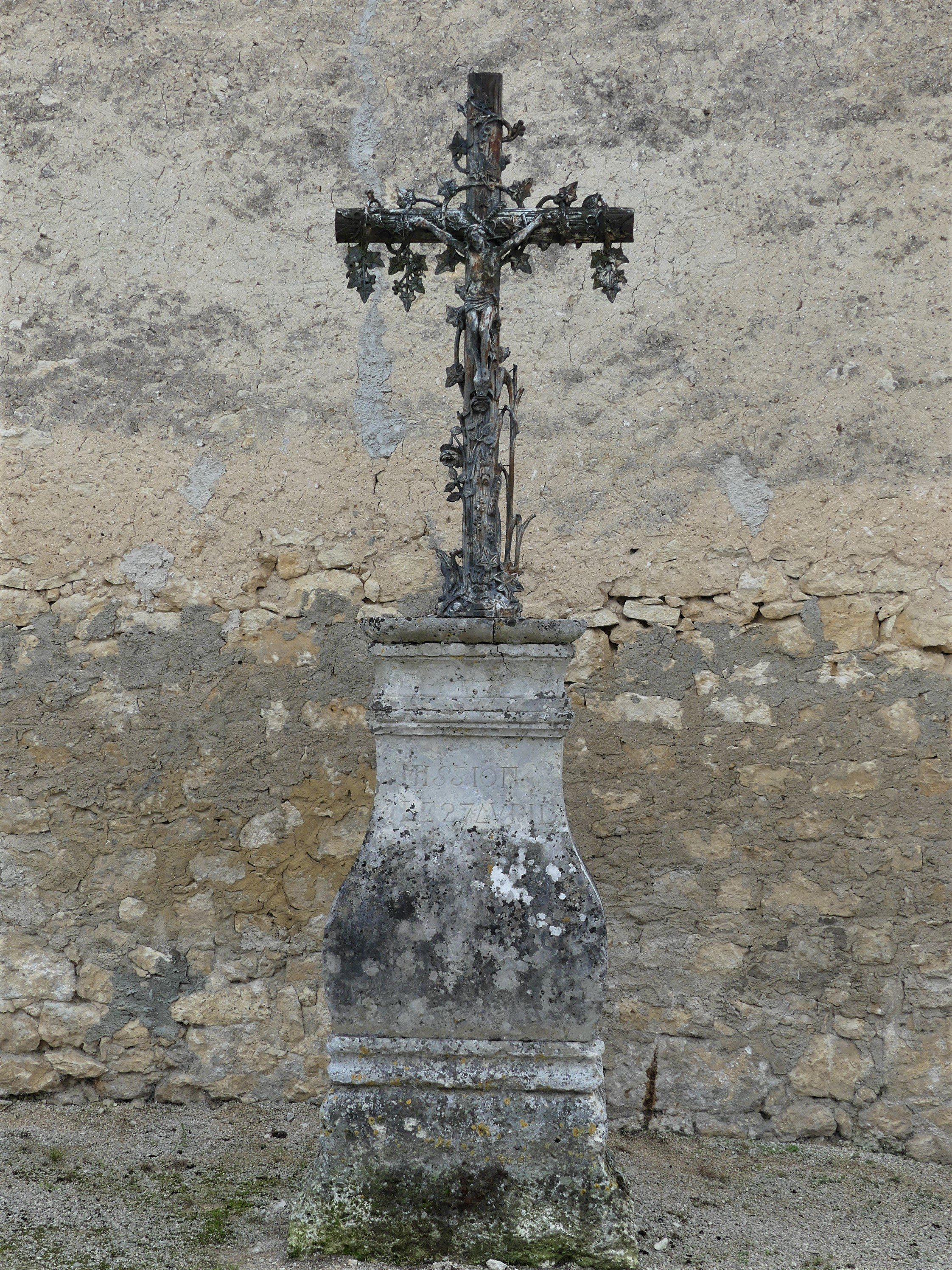
Croix de mission devant l'église.

### Personnalités liées à la commune
- Alcide Dusolier, (1836-1918),  écrivain, journaliste et homme politique, est décédé à Saint-Sulpice-de-Mareuil.

### Héraldique
| Blason de Saint-Sulpice-de-Mareuil | Blason  | D'argent à un arbre de sinople accosté de deux fûts de canon de sable posés en pal, chacun sommé d'un boulet du même ; au chef de gueules chargé de deux crosses d'abbé d'or passées en sautoir. |
| Blason de Saint-Sulpice-de-Mareuil | Détails | Le statut officiel du blason reste à déterminer. |